# Illegal Tender
Illegal Tender is een Amerikaanse actie-dramafilm uit 2007 onder regie van Franc. Reyes, die het verhaal zelf schreef. De film speelt zich geheel af rond een Puerto Ricaanse groep mensen en is daardoor deels Engels en deels Spaans gesproken.

## Verhaal

### Eerste deel
Wilson DeLeon (Manny Perez) werkt voor de Puerto Ricaanse drugshandelaar Javier Cordero (Gary Perez), voor wie hij het vuile werk opknapt. Hij belandt met een paar zware jongens bij een wat oudere man, die voor de tweede keer betrapt is op het achterhouden van geld voor Cordero. DeLeon wordt geacht hem te liquideren, maar hoort het verhaal van de man aan, heeft mededogen en laat hem gaan.
Wanneer DeLeon kort daarop wordt weggeroepen voor een 'klus', smeekt zijn hoogzwangere vrouw Millie (Jessica Pimentel) hem niet te gaan. Haar angstige voorgevoel is terecht, want terwijl zij ligt te bevallen van Wilson Jr., doorzeven Cordero's mensen DeLeon met kogels als straf voor zijn ongehoorzaamheid. Daarmee is de kous niet af, want Cordero wil tevens DeLeons gezin dood hebben. Een loyale vriend van DeLeon zorgt er niettemin voor dat Millie met haar zoon weg kan komen.

### Tweede deel
Meer dan twintig jaar later is Wilson Jr. opgegroeid tot een jongeman (Rick Gonzalez) die samenwoont met zijn moeder (nu gespeeld door Wanda De Jesús) en later geboren kleine broertje Randy (Antonio Ortiz). Hij leidt een welvarend leven zonder dat hij zijn moeder ooit heeft zien werken en ergert zich aan haar gerotzooi met mannen. Wilson Jr. spendeert zijn tijd daarom zo veel mogelijk aan zijn vriendinnetje Ana (Dania Ramirez) en zo min mogelijk thuis. Dan herkent Millie in de supermarkt een vrouw als verkenner van Cordero. Deze is haar altijd blijven zoeken en wil haar én haar nageslacht nog steeds dood hebben. Nu heeft hij zijn doelwitten wederom getraceerd.
Als Wilson Jr. naar Puerto Rico gaat en rechtstreeks aan Cordero vraagt wat zijn drijfveer is, maakt deze hem wijs dat Millie ooit twee miljoen dollar van hem stal. In werkelijkheid ligt het motief voor zijn wraakgevoelens in de familie-sfeer. DeLeon maakte ooit Cordero's zeventienjarige zus zwanger, maar wilde Millie niet voor haar verlaten. Daarop pleegde zij zelfmoord. Zijn zusje was de persoon die Cordero het nauwst nastond en daarom wil hij als wraak de mensen vermoorden die DeLeon het nauwst bijstonden.

## Rolverdeling
- Tego Calderon - Choco
- Michael Philip Del Rio - Lugo
- Rick Sepulveda - Joey
- D.C. Benny - Caesar
- Zulay Henao - Mora
- Julie Carmen - Nilsa
- Benny Nieves - Ralph
- Selenis Leyva - Wanda
- Miguel Ángel Suárez - Soloman
- Delilah Cotto - Jessenia